# Along Came a Spider
Along Came a Spider är Alice Coopers tjugofemte studioalbum, utgivet den 29 juli 2008.
Albumet kretsar kring en seriemördare som kallar sig Spider. Han dödar åtta personer under skivans gång och lämnar samtliga med ett ben kvar. I slutet av skivan kommer Alice Coopers karaktär Steven att visa sig, tänk om det är han som är mördaren?

## Låtförteckning
1. "Prologue / I Know Where You Live" - 4:21
2. "Vengeance Is Mine" (Featuring Slash) - 4:26
3. "Wake The Dead" (Featuring Ozzy Osbourne) - 3:53
4. "Catch Me If You Can" - 3:15
5. "(In Touch With) Your Feminine Side" - 3:16
6. "Wrapped In Silk" - 4:17
7. "Killed By Love" - 3:34
8. "I'm Hungry" - 3:58
9. "The One That Got Away" - 3:21
10. "Salvation" - 4:36
11. "I Am The Spider / Epilogue" - 5:21

## iTunes bonusspår
1. "I'll Still Be There"
2. "Shadow of Yourself"
3. "Salvation" (Unplugged With String Section)

## Musiker
- Alice Cooper - sång
- Keri Kelli - gitarr
- Jason Hook - gitarr
- Chuck Garric - elbas
- Eric Singer - trummor